# Molen van Broksele
De Molen van Broksele is een windmolenrestant in de gemeente Broksele in het Franse Noorderdepartement.
Het betreft een ronde stenen molen waarvan de kap en het gevlucht verdwenen zijn en die verder in slechte staat verkeert. Allerlei gebouwtjes die aan de molen vastgebouwd waren werden begin 21e eeuw verwijderd. De romp zelf is echter in slechte staat, hoewel heel wat onderdelen van de maalinrichting nog behouden zijn gebleven.